# Michaell Jackson
Michaell Jackson Wright (San Andrés, 11 luglio 1987) è un cestista colombiano.

## Carriera
Con la Colombia ha disputato i Campionati americani del 2017.